# Stanislav Čerčesov
Stanislav Salamovič Čerčesov (in russo Станислав Саламович Черчесов?; Alagir, 2 settembre 1963) è un allenatore di calcio ed ex calciatore russo, di ruolo portiere.

## Carriera

### Giocatore

#### Club
Ha militato in parecchi club moscoviti e ha avuto esperienze estere nella Dinamo Dresda e soprattutto nel Tirol Innsbruck.

#### Nazionale
Ha militato nelle Nazionali sovietica, della CSI e russa, partecipando a due Mondiali (1994 e 2002) e un Europeo (1996).

### Allenatore
Ha intrapreso la carriera da allenatore a partire dal 2004.

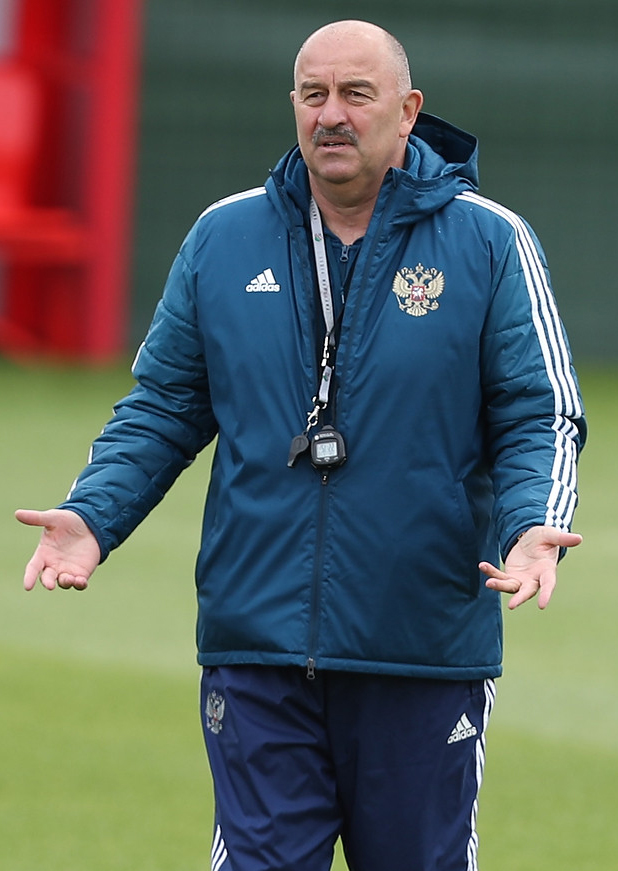
Čerčesov al

L'11 agosto 2016 viene nominato commissario tecnico della Nazionale russa, firmando un contratto biennale con l'obiettivo di portare la squadra alla semifinale nel casalingo campionato del mondo 2018.
Due anni dopo, nella partita d'esordio della massima competizione iridata, la Russia si impone per 5-0 sull'Arabia Saudita. Nella sfida successiva i russi vincono per 3-1 sull'Egitto, passando il girone per la prima volta dopo la dissoluzione dell'Unione Sovietica; tuttavia, la sconfitta per 3-0 con l'Uruguay la relega al secondo posto. Agli ottavi di finale, contro la Spagna (tra le favorite per la vittoria finale), la squadra di Čerčesov vince a sorpresa ai rigori per 4-3 (dopo l'1-1 dei tempi regolamentari). Nei quarti la Russia gioca contro la Croazia e, nonostante la superiorità tecnica degli slavi, anche in questo caso la Nazionale degli orsi fa la sua partita, andando ai supplementari; dopo il definitivo 2-2, ai rigori questa volta la Russia ha la peggio, venendo condannata dagli errori di Fëdor Smolov e Mário Fernandes (anche autore del gol del 2-2).
Dopo l'ottima prestazione mondiale, Čerčesov diviene una celebrità in patria, venendo anche insignito del prestigioso Ordine di Aleksandr Nevskij per iniziativa del Presidente della Federazione Russa Vladimir Putin. Il 27 luglio gli viene prolungato il contratto fino al 2020.
Dopo un secondo posto, nelle qualificazioni a Euro 2020 raggiunge la qualificazione al torneo con 2 turni d'anticipo. Nel torneo la squadra si piazza all'ultimo posto nel girone, e l'8 luglio 2021 rescinde il proprio contratto con la nazionale russa.
Il 20 dicembre 2021 viene ingaggiato dal Ferencváros. Dopo la vittoria di due campionati e della Magyar Kupa 2021-2022, il 19 luglio 2023 viene esonerato in seguito alla sconfitta casalinga per 3-0 contro i faroesi del KÍ Klaksvík nel terzo turno di qualificazione di Champions League.

## Statistiche

### Cronologia presenze e reti in nazionale
| Cronologia completa delle presenze e delle reti in nazionale ― Unione Sovietica | Cronologia completa delle presenze e delle reti in nazionale ― Unione Sovietica | Cronologia completa delle presenze e delle reti in nazionale ― Unione Sovietica | Cronologia completa delle presenze e delle reti in nazionale ― Unione Sovietica | Cronologia completa delle presenze e delle reti in nazionale ― Unione Sovietica | Cronologia completa delle presenze e delle reti in nazionale ― Unione Sovietica | Cronologia completa delle presenze e delle reti in nazionale ― Unione Sovietica | Cronologia completa delle presenze e delle reti in nazionale ― Unione Sovietica |
| Data                                                                            | Città                                                                           | In casa                                                                         | Risultato                                                                       | Ospiti                                                                          | Competizione                                                                    | Reti                                                                            | Note                                                                            |
| ------------------------------------------------------------------------------- | ------------------------------------------------------------------------------- | ------------------------------------------------------------------------------- | ------------------------------------------------------------------------------- | ------------------------------------------------------------------------------- | ------------------------------------------------------------------------------- | ------------------------------------------------------------------------------- | ------------------------------------------------------------------------------- |
| 23-11-1990                                                                      | Port of Spain                                                                   | Trinidad e Tobago                                                               | 0 – 2                                                                           | Unione Sovietica                                                                | Amichevole                                                                      | -                                                                               |                                                                                 |
| 30-11-1990                                                                      | Città del Guatemala                                                             | Guatemala                                                                       | 0 – 3                                                                           | Unione Sovietica                                                                | Amichevole                                                                      | -                                                                               |                                                                                 |
| 23-5-1991                                                                       | Manchester                                                                      | Argentina                                                                       | 1 – 1                                                                           | Unione Sovietica                                                                | Amichevole                                                                      | -1                                                                              |                                                                                 |
| 13-6-1991                                                                       | Göteborg                                                                        | Svezia                                                                          | 2 – 3 dts                                                                       | Unione Sovietica                                                                | Torneo Scania 100                                                               | -2                                                                              |                                                                                 |
| 16-6-1991                                                                       | Solna                                                                           | Italia                                                                          | 1 – 1                                                                           | Unione Sovietica                                                                | Torneo Scania 100                                                               | -1                                                                              |                                                                                 |
| 28-8-1991                                                                       | Oslo                                                                            | Norvegia                                                                        | 0 – 1                                                                           | Unione Sovietica                                                                | Qual. Euro 1992                                                                 | -                                                                               |                                                                                 |
| 25-9-1991                                                                       | Mosca                                                                           | Unione Sovietica                                                                | 2 – 2                                                                           | Ungheria                                                                        | Qual. Euro 1992                                                                 | -2                                                                              |                                                                                 |
| 12-10-1991                                                                      | Mosca                                                                           | Unione Sovietica                                                                | 0 – 0                                                                           | Italia                                                                          | Qual. Euro 1992                                                                 | -                                                                               |                                                                                 |
| Totale                                                                          |                                                                                 | Presenze                                                                        | 8                                                                               |                                                                                 | Reti                                                                            | -6                                                                              |                                                                                 |

| Cronologia completa delle presenze e delle reti in nazionale ― Comunità degli Stati Indipendenti | Cronologia completa delle presenze e delle reti in nazionale ― Comunità degli Stati Indipendenti | Cronologia completa delle presenze e delle reti in nazionale ― Comunità degli Stati Indipendenti | Cronologia completa delle presenze e delle reti in nazionale ― Comunità degli Stati Indipendenti | Cronologia completa delle presenze e delle reti in nazionale ― Comunità degli Stati Indipendenti | Cronologia completa delle presenze e delle reti in nazionale ― Comunità degli Stati Indipendenti | Cronologia completa delle presenze e delle reti in nazionale ― Comunità degli Stati Indipendenti | Cronologia completa delle presenze e delle reti in nazionale ― Comunità degli Stati Indipendenti |
| Data                                                                                             | Città                                                                                            | In casa                                                                                          | Risultato                                                                                        | Ospiti                                                                                           | Competizione                                                                                     | Reti                                                                                             | Note                                                                                             |
| ------------------------------------------------------------------------------------------------ | ------------------------------------------------------------------------------------------------ | ------------------------------------------------------------------------------------------------ | ------------------------------------------------------------------------------------------------ | ------------------------------------------------------------------------------------------------ | ------------------------------------------------------------------------------------------------ | ------------------------------------------------------------------------------------------------ | ------------------------------------------------------------------------------------------------ |
| 19-2-1992                                                                                        | Gerusalemme                                                                                      | Israele                                                                                          | 1 – 2                                                                                            | Comunità degli Stati Indipendenti                                                                | Amichevole                                                                                       | -1                                                                                               | 46’                                                                                              |
| 3-6-1992                                                                                         | Brøndby                                                                                          | Danimarca                                                                                        | 1 – 1                                                                                            | Comunità degli Stati Indipendenti                                                                | Amichevole                                                                                       | -1                                                                                               | 46’                                                                                              |
| Totale                                                                                           |                                                                                                  | Presenze                                                                                         | 2                                                                                                |                                                                                                  | Reti                                                                                             | -2                                                                                               |                                                                                                  |

| Cronologia completa delle presenze e delle reti in nazionale ― Russia | Cronologia completa delle presenze e delle reti in nazionale ― Russia | Cronologia completa delle presenze e delle reti in nazionale ― Russia | Cronologia completa delle presenze e delle reti in nazionale ― Russia | Cronologia completa delle presenze e delle reti in nazionale ― Russia | Cronologia completa delle presenze e delle reti in nazionale ― Russia | Cronologia completa delle presenze e delle reti in nazionale ― Russia | Cronologia completa delle presenze e delle reti in nazionale ― Russia |
| Data                                                                  | Città                                                                 | In casa                                                               | Risultato                                                             | Ospiti                                                                | Competizione                                                          | Reti                                                                  | Note                                                                  |
| --------------------------------------------------------------------- | --------------------------------------------------------------------- | --------------------------------------------------------------------- | --------------------------------------------------------------------- | --------------------------------------------------------------------- | --------------------------------------------------------------------- | --------------------------------------------------------------------- | --------------------------------------------------------------------- |
| 16-8-1992                                                             | Mosca                                                                 | Russia                                                                | 2 – 0                                                                 | Messico                                                               | Amichevole                                                            | -                                                                     | cap.                                                                  |
| 14-10-1992                                                            | Mosca                                                                 | Russia                                                                | 1 – 0                                                                 | Islanda                                                               | Qual. Mondiali 1994                                                   | -                                                                     |                                                                       |
| 28-10-1992                                                            | Mosca                                                                 | Russia                                                                | 2 – 0                                                                 | Lussemburgo                                                           | Qual. Mondiali 1994                                                   | -                                                                     |                                                                       |
| 13-2-1993                                                             | Orlando                                                               | Stati Uniti                                                           | 0 – 1                                                                 | Russia                                                                | Amichevole                                                            | -                                                                     | cap.                                                                  |
| 21-2-1993                                                             | Palo Alto                                                             | Stati Uniti                                                           | 0 – 0                                                                 | Russia                                                                | Amichevole                                                            | -                                                                     | cap.                                                                  |
| 24-3-1993                                                             | Ramat Gan                                                             | Israele                                                               | 2 – 2                                                                 | Russia                                                                | Amichevole                                                            | -2                                                                    |                                                                       |
| 14-4-1993                                                             | Lussemburgo                                                           | Lussemburgo                                                           | 0 – 4                                                                 | Russia                                                                | Qual. Mondiali 1994                                                   | -                                                                     |                                                                       |
| 28-7-1993                                                             | Cannes                                                                | Francia                                                               | 3 – 1                                                                 | Russia                                                                | Amichevole                                                            | -3                                                                    |                                                                       |
| 17-11-1993                                                            | Marousi                                                               | Grecia                                                                | 1 – 0                                                                 | Russia                                                                | Qual. Mondiali 1994                                                   | -1                                                                    |                                                                       |
| 28-6-1994                                                             | Stanford                                                              | Camerun                                                               | 1 – 6                                                                 | Russia                                                                | Mondiali 1994 - 1º turno                                              | -1                                                                    |                                                                       |
| 17-8-1994                                                             | Klagenfurt am Wörthersee                                              | Austria                                                               | 0 – 3                                                                 | Russia                                                                | Amichevole                                                            | -                                                                     | 46’                                                                   |
| 7-9-1994                                                              | Mosca                                                                 | Russia                                                                | 0 – 1                                                                 | Germania                                                              | Amichevole                                                            | -1                                                                    |                                                                       |
| 12-10-1994                                                            | Mosca                                                                 | Russia                                                                | 4 – 0                                                                 | San Marino                                                            | Qual. Euro 1996                                                       | -                                                                     |                                                                       |
| 16-11-1994                                                            | Glasgow                                                               | Scozia                                                                | 1 – 1                                                                 | Russia                                                                | Qual. Euro 1996                                                       | -1                                                                    |                                                                       |
| 8-3-1995                                                              | Košice                                                                | Slovacchia                                                            | 2 – 1                                                                 | Russia                                                                | Amichevole                                                            | -2                                                                    |                                                                       |
| 6-5-1995                                                              | Mosca                                                                 | Russia                                                                | 3 – 0                                                                 | Fær Øer                                                               | Qual. Euro 1996                                                       | -                                                                     |                                                                       |
| 31-5-1995                                                             | Belgrado                                                              | Jugoslavia                                                            | 1 – 2                                                                 | Russia                                                                | Amichevole                                                            | -                                                                     | 46’                                                                   |
| 7-6-1995                                                              | Serravalle                                                            | San Marino                                                            | 0 – 7                                                                 | Russia                                                                | Qual. Euro 1996                                                       | -                                                                     |                                                                       |
| 16-8-1995                                                             | Helsinki                                                              | Finlandia                                                             | 0 – 6                                                                 | Russia                                                                | Qual. Euro 1996                                                       | -                                                                     | 82’                                                                   |
| 6-9-1995                                                              | Toftir                                                                | Fær Øer                                                               | 2 – 5                                                                 | Russia                                                                | Qual. Euro 1996                                                       | -2                                                                    |                                                                       |
| 15-11-1995                                                            | Mosca                                                                 | Russia                                                                | 3 – 1                                                                 | Finlandia                                                             | Qual. Euro 1996                                                       | -1                                                                    |                                                                       |
| 7-2-1996                                                              | Ta' Qali                                                              | Malta                                                                 | 0 – 2                                                                 | Russia                                                                | Amichevole                                                            | -                                                                     |                                                                       |
| 11-2-1996                                                             | Ta' Qali                                                              | Russia                                                                | 3 – 1                                                                 | Slovenia                                                              | Amichevole                                                            | -                                                                     | 46’                                                                   |
| 27-3-1996                                                             | Dublino                                                               | Irlanda                                                               | 0 – 2                                                                 | Russia                                                                | Amichevole                                                            | -                                                                     |                                                                       |
| 24-4-1996                                                             | Bruxelles                                                             | Belgio                                                                | 0 – 0                                                                 | Russia                                                                | Amichevole                                                            | -                                                                     | 46’                                                                   |
| 29-5-1996                                                             | Mosca                                                                 | Russia                                                                | 1 – 0                                                                 | Emirati Arabi Uniti                                                   | Amichevole                                                            | -                                                                     |                                                                       |
| 11-6-1996                                                             | Liverpool                                                             | Italia                                                                | 2 – 1                                                                 | Russia                                                                | Euro 1996 - 1º turno                                                  | -2                                                                    |                                                                       |
| 19-6-1996                                                             | Liverpool                                                             | Russia                                                                | 3 – 3                                                                 | Rep. Ceca                                                             | Euro 1996 - 1º turno                                                  | -3                                                                    |                                                                       |
| 28-8-1996                                                             | Mosca                                                                 | Russia                                                                | 2 – 2                                                                 | Brasile                                                               | Amichevole                                                            | -2                                                                    |                                                                       |
| 1-9-1996                                                              | Mosca                                                                 | Russia                                                                | 4 – 0                                                                 | Cipro                                                                 | Qual. Mondiali 1998                                                   | -                                                                     |                                                                       |
| 9-10-1996                                                             | Tel Aviv                                                              | Israele                                                               | 1 – 1                                                                 | Russia                                                                | Qual. Mondiali 1998                                                   | -1                                                                    |                                                                       |
| 10-11-1996                                                            | Lussemburgo                                                           | Lussemburgo                                                           | 0 – 4                                                                 | Russia                                                                | Qual. Mondiali 1998                                                   | -                                                                     | 74’                                                                   |
| 10-2-1997                                                             | Hong Kong                                                             | Russia                                                                | 2 – 1                                                                 | Svizzera                                                              | Amichevole                                                            | -1                                                                    | cap.                                                                  |
| 29-3-1997                                                             | Paralimni                                                             | Cipro                                                                 | 1 – 1                                                                 | Russia                                                                | Qual. Mondiali 1998                                                   | -1                                                                    |                                                                       |
| 20-8-1997                                                             | San Pietroburgo                                                       | Russia                                                                | 0 – 1                                                                 | Jugoslavia                                                            | Amichevole                                                            | -                                                                     | 46’                                                                   |
| 5-9-1998                                                              | Kiev                                                                  | Ucraina                                                               | 3 – 2                                                                 | Russia                                                                | Qual. Euro 2000                                                       | -2                                                                    | 72’                                                                   |
| 14-10-1998                                                            | Reykjavík                                                             | Islanda                                                               | 1 – 0                                                                 | Russia                                                                | Qual. Euro 2000                                                       | -1                                                                    |                                                                       |
| 19-5-1999                                                             | Tula                                                                  | Russia                                                                | 1 – 1                                                                 | Bielorussia                                                           | Amichevole                                                            | -                                                                     | 46’                                                                   |
| 23-2-2000                                                             | Haifa                                                                 | Israele                                                               | 4 – 1                                                                 | Russia                                                                | Amichevole                                                            | -4                                                                    |                                                                       |
| Totale                                                                |                                                                       | Presenze                                                              | 39                                                                    |                                                                       | Reti                                                                  | -31                                                                   |                                                                       |

### Statistiche da allenatore

#### Club
| Stagione                | Squadra                 | Campionato              | Campionato | Campionato | Campionato | Campionato | Coppe nazionali | Coppe nazionali | Coppe nazionali | Coppe nazionali | Coppe nazionali | Coppe continentali | Coppe continentali | Coppe continentali | Coppe continentali | Coppe continentali | Altre coppe | Altre coppe | Altre coppe | Altre coppe | Altre coppe | Totale | Totale | Totale | Totale | % Vittorie | Piazzamento |
| Stagione                | Squadra                 | Comp                    | G          | V          | N          | P          | Comp            | G               | V               | N               | P               | Comp               | G                  | V                  | N                  | P                  | Comp        | G           | V           | N           | P           | G      | V      | N      | P      | %          | Piazzamento |
| ----------------------- | ----------------------- | ----------------------- | ---------- | ---------- | ---------- | ---------- | --------------- | --------------- | --------------- | --------------- | --------------- | ------------------ | ------------------ | ------------------ | ------------------ | ------------------ | ----------- | ----------- | ----------- | ----------- | ----------- | ------ | ------ | ------ | ------ | ---------- | ----------- |
| nov. 2004-2005          | Wacker Innsbruck        | BL                      | 20         | 6          | 8          | 6          | CA              | 0               | 0               | 0               | 0               | -                  | -                  | -                  | -                  | -                  | -           | -           | -           | -           | -           | 20     | 6      | 8      | 6      | 30,00      | Sub., 6º    |
| 2005-2006               | Wacker Innsbruck        | BL                      | 36         | 10         | 12         | 14         | CA              | 3               | 2               | 0               | 1               | -                  | -                  | -                  | -                  | -                  | -           | -           | -           | -           | -           | 39     | 12     | 12     | 15     | 30,77      | 9º          |
| Totale Wacker Innsbruck | Totale Wacker Innsbruck | Totale Wacker Innsbruck | 56         | 16         | 20         | 20         |                 | 3               | 2               | 0               | 1               |                    | -                  | -                  | -                  | -                  |             | -           | -           | -           | -           | 59     | 18     | 20     | 21     | 30,51      |             |
| 2007                    | Spartak Mosca           | PL                      | 17         | 12         | 3          | 2          | KR              | 1               | 0               | 1               | 0               | CU                 | 8                  | 5                  | 1                  | 2                  | -           | -           | -           | -           | -           | 26     | 17     | 5      | 4      | 65,38      | Sub., 2º    |
| mar.-ago. 2008          | Spartak Mosca           | PL                      | 17         | 7          | 7          | 3          | KR              | 1               | 1               | 0               | 0               | UCL+CU             | 1+0                | 0+0                | 0+0                | 1+0                | -           | -           | -           | -           | -           | 19     | 8      | 7      | 4      | 42,11      | Eson.       |
| Totale Spartak Mosca    | Totale Spartak Mosca    | Totale Spartak Mosca    | 34         | 19         | 10         | 5          |                 | 2               | 1               | 1               | 0               |                    | 9                  | 5                  | 1                  | 3                  |             | -           | -           | -           | -           | 45     | 25     | 12     | 8      | 55,56      |             |
| apr.-lug. 2011          | Žemčužina-Soči          | PFN                     | 19         | 8          | 2          | 9          | KR              | 2               | 1               | 0               | 1               | -                  | -                  | -                  | -                  | -                  | -           | -           | -           | -           | -           | 21     | 9      | 2      | 10     | 42,86      | 20º         |
| ott.2011-2012           | Terek Groznyj           | PL                      | 18         | 8          | 4          | 6          | KR              | 1               | 0               | 0               | 1               | -                  | -                  | -                  | -                  | -                  | -           | -           | -           | -           | -           | 19     | 8      | 4      | 7      | 42,11      | Sub., 11º   |
| 2012-2013               | Terek Groznyj           | PL                      | 30         | 14         | 5          | 11         | KR              | 3               | 2               | 1               | 0               | -                  | -                  | -                  | -                  | -                  | -           | -           | -           | -           | -           | 33     | 16     | 6      | 11     | 48,48      | 7º          |
| Totale Terek Grozny     | Totale Terek Grozny     | Totale Terek Grozny     | 48         | 22         | 9          | 17         |                 | 4               | 2               | 1               | 1               |                    | -                  | -                  | -                  | -                  |             | -           | -           | -           | -           | 52     | 24     | 10     | 18     | 46,15      |             |
| 2013-apr. 2014          | Amkar Perm'             | PL                      | 24         | 9          | 7          | 8          | KR              | 1               | 0               | 1               | 0               | -                  | -                  | -                  | -                  | -                  | -           | -           | -           | -           | -           | 25     | 9      | 8      | 8      | 36,00      | Eson.       |
| apr.-giu. 2014          | Dinamo Mosca            | PL                      | 6          | 3          | 0          | 3          | KR              | 0               | 0               | 0               | 0               | -                  | -                  | -                  | -                  | -                  | -           | -           | -           | -           | -           | 6      | 3      | 0      | 3      | 50,00      | Sub., 4º    |
| 2014-2015               | Dinamo Mosca            | PL                      | 30         | 14         | 8          | 8          | KR              | 1               | 0               | 0               | 1               | UEL                | 14                 | 9                  | 3                  | 2                  | -           | -           | -           | -           | -           | 45     | 23     | 11     | 11     | 51,11      | 4º          |
| Totale Dinamo Mosca     | Totale Dinamo Mosca     | Totale Dinamo Mosca     | 36         | 17         | 8          | 11         |                 | 1               | 0               | 0               | 1               |                    | 14                 | 9                  | 3                  | 2                  |             | -           | -           | -           | -           | 51     | 26     | 11     | 14     | 50,98      |             |
| 2015-2016               | Legia Varsavia          | EK                      | 26         | 17         | 5          | 4          | CP              | 5               | 5               | 0               | 0               | UEL                | 4                  | 1                  | 1                  | 2                  | -           | -           | -           | -           | -           | 35     | 23     | 6      | 6      | 65,71      | Sub., 1º    |
| gen.-giu. 2022          | Ferencváros             | NBI                     | 17         | 11         | 3          | 3          | MK              | 4               | 4               | 0               | 0               | -                  | -                  | -                  | -                  | -                  | -           | -           | -           | -           | -           | 21     | 15     | 3      | 3      | 71,43      | Sub, 1º     |
| 2022-2023               | Ferencváros             | NBI                     | 33         | 19         | 6          | 8          | MK              | 2               | 1               | 0               | 1               | UCL+UEL            | 6+8                | 2+3                | 2+1                | 2+4                | -           | -           | -           | -           | -           | 49     | 25     | 9      | 15     | 51,02      | 1º          |
| lug. 2023               | Ferencváros             | NBI                     | -          | -          | -          | -          | MK              | -               | -               | -               | -               | UCL                | 2                  | 0                  | 1                  | 1                  | -           | -           | -           | -           | -           | 2      | 0      | 1      | 1      | &0,00      | Eson.       |
| Totale Ferencvaros      | Totale Ferencvaros      | Totale Ferencvaros      | 50         | 30         | 9          | 11         |                 | 13              | 8               | 1               | 4               |                    | 20                 | 6                  | 5                  | 9                  |             | -           | -           | -           | -           | 72     | 40     | 13     | 19     | 55,56      |             |
| Totale Carriera         | Totale Carriera         | Totale Carriera         | 293        | 148        | 70         | 85         |                 | 31              | 19              | 4               | 8               |                    | 43                 | 20                 | 9                  | 14                 |             | -           | -           | -           | -           | 360    | 174    | 82     | 104    | 48,33      |             |

#### Nazionale
Statistiche aggiornate al 9 febbraio 2025.
| Squadra    | Naz                   | dall'          | al              | Record | Record | Record | Record     | Record | Record | Record | Record |
| G          | V                     | N              | P               | GF     | GS     | DR     | % Vittorie |        |        |        |        |
| ---------- | --------------------- | -------------- | --------------- | ------ | ------ | ------ | ---------- | ------ | ------ | ------ | ------ |
| Russia     | Russia (bandiera)     | 11 agosto 2016 | 8 luglio 2021   | 57     | 24     | 13     | 20         | 99     | 78     | +21    | 42,11  |
| Kazakistan | Kazakistan (bandiera) | 3 giugno 2024  | 28 gennaio 2025 | 6      | 0      | 1      | 5          | 0      | 15     | −15    | &0,00  |
| Totale     | Totale                | Totale         | Totale          | 63     | 24     | 14     | 25         | 99     | 93     | +6     | 38,10  |

#### Nazionale russa nel dettaglio
| 2017           | Russia        | Confederations Cup 2017  | 3º nel Gruppo A              | 3  | 1  | 0  | 2  | 33,33 | 3  | 3  | 0   |
| 2018           | Russia        | Mondiale 2018            | Quarti di finale             | 5  | 2  | 2  | 1  | 40,00 | 11 | 7  | +4  |
| 2018           | Russia        | Nations League 2018-2019 | 2º nel Gruppo 2              | 4  | 2  | 1  | 1  | 50,00 | 4  | 3  | +1  |
| 2019           | Russia        | Qual. Euro 2020          | 2° nel Gruppo I, qualificato | 10 | 8  | 0  | 2  | 80,00 | 33 | 8  | +25 |
| 2020           | Russia        | Nations League 2020-2021 | 2º nel Gruppo 3              | 6  | 2  | 2  | 2  | 33,33 | 9  | 12 | -3  |
| 2021           | Russia        | Qual. Mondiale 2022      | nel Gruppo H                 | 3  | 2  | 0  | 1  | 66,67 | 6  | 4  | +2  |
| Giu.-lug. 2021 | Russia        | Europeo 2020             | 4º nel Gruppo B              | 3  | 1  | 0  | 2  | 33,33 | 2  | 7  | -5  |
| 2016-2021      | Russia        | Amichevoli               |                              | 23 | 6  | 8  | 9  | 26,09 | 31 | 34 | -3  |
| Totale Russia  | Totale Russia | Totale Russia            | Totale Russia                | 57 | 24 | 13 | 19 | 42,11 | 99 | 78 | +21 |

#### Panchine da commissario tecnico della nazionale russa
| Cronologia completa delle presenze e delle reti in nazionale ― Russia | Cronologia completa delle presenze e delle reti in nazionale ― Russia | Cronologia completa delle presenze e delle reti in nazionale ― Russia | Cronologia completa delle presenze e delle reti in nazionale ― Russia | Cronologia completa delle presenze e delle reti in nazionale ― Russia | Cronologia completa delle presenze e delle reti in nazionale ― Russia | Cronologia completa delle presenze e delle reti in nazionale ― Russia           | Cronologia completa delle presenze e delle reti in nazionale ― Russia |
| Data                                                                  | Città                                                                 | In casa                                                               | Risultato                                                             | Ospiti                                                                | Competizione                                                          | Reti                                                                            | Note                                                                  |
| --------------------------------------------------------------------- | --------------------------------------------------------------------- | --------------------------------------------------------------------- | --------------------------------------------------------------------- | --------------------------------------------------------------------- | --------------------------------------------------------------------- | ------------------------------------------------------------------------------- | --------------------------------------------------------------------- |
| 31-8-2016                                                             | Adalia                                                                | Turchia                                                               | 0 – 0                                                                 | Russia                                                                | Amichevole                                                            | -                                                                               | Cap: V.Berezutski                                                     |
| 6-9-2016                                                              | Mosca                                                                 | Russia                                                                | 1 – 0                                                                 | Ghana                                                                 | Amichevole                                                            | Fedor Smolov                                                                    |                                                                       |
| 9-10-2016                                                             | Krasnodar                                                             | Russia                                                                | 3 – 4                                                                 | Costa Rica                                                            | Amichevole                                                            | Aleksandr Samedov 2 Artem Dzyuba                                                | Cap: V.Berezutski                                                     |
| 10-11-2016                                                            | Doha                                                                  | Qatar                                                                 | 2 – 1                                                                 | Russia                                                                | Amichevole                                                            | Aleksandr Samedov (rig.)                                                        | Cap: I.Akifeenv                                                       |
| 15-11-2016                                                            | Groznyj                                                               | Russia                                                                | 1 – 0                                                                 | Romania                                                               | Amichevole                                                            | Magomed Ozdoev                                                                  | Cap: I.Akifeenv                                                       |
| 24-3-2017                                                             | Krasnodar                                                             | Russia                                                                | 0 – 2                                                                 | Costa d'Avorio                                                        | Amichevole                                                            | -                                                                               | Cap: I.Akifeenv                                                       |
| 28-3-2017                                                             | Soči                                                                  | Russia                                                                | 3 – 3                                                                 | Belgio                                                                | Amichevole                                                            | Viktor Vasin Aleksei Miranchuk Aleksandr Bukharov                               | Cap: I.Akifeenv                                                       |
| 5-6-2017                                                              | Budapest                                                              | Ungheria                                                              | 0 – 3                                                                 | Russia                                                                | Amichevole                                                            | Fedor Smolov autorete Dmitrij Poloz                                             | Cap: I.Akifeenv                                                       |
| 9-6-2017                                                              | Mosca                                                                 | Russia                                                                | 1 – 1                                                                 | Cile                                                                  | Amichevole                                                            | Viktor Vasin                                                                    | Cap: I.Akifeenv                                                       |
| 17-6-2017                                                             | San Pietroburgo                                                       | Russia                                                                | 2 – 0                                                                 | Nuova Zelanda                                                         | Conf. Cup 2017 - 1º turno                                             | autorete Fedor Smolov                                                           | Cap: I.Akifeenv                                                       |
| 21-6-2017                                                             | Mosca                                                                 | Russia                                                                | 0 – 1                                                                 | Portogallo                                                            | Conf. Cup 2017 - 1º turno                                             | -                                                                               | Cap: I.Akifeenv                                                       |
| 24-6-2017                                                             | Kazan'                                                                | Russia                                                                | 1 – 2                                                                 | Messico                                                               | Conf. Cup 2017 - 1º turno                                             | Aleksandr Samedov                                                               | Cap: I.Akifeenv                                                       |
| 7-10-2017                                                             | Mosca                                                                 | Russia                                                                | 4 – 2                                                                 | Corea del Sud                                                         | Amichevole                                                            | Fedor Smolov 2 autorete Aleksei Miranchuk                                       | Cap: I.Akifeenv                                                       |
| 10-10-2017                                                            | Kazan'                                                                | Russia                                                                | 1 – 1                                                                 | Iran                                                                  | Amichevole                                                            | Dmitrij Poloz                                                                   | Cap: F.Smolov                                                         |
| 11-11-2017                                                            | Mosca                                                                 | Russia                                                                | 0 – 1                                                                 | Argentina                                                             | Amichevole                                                            | -                                                                               | Cap: I.Akifeenv                                                       |
| 14-11-2017                                                            | San Pietroburgo                                                       | Russia                                                                | 3 – 3                                                                 | Spagna                                                                | Amichevole                                                            | 2 Fedor Smolov Aleksei Miranchuk                                                | Cap: F.Smolov                                                         |
| 23-3-2018                                                             | Mosca                                                                 | Russia                                                                | 0 – 3                                                                 | Brasile                                                               | Amichevole                                                            | -                                                                               | Cap: F.Smolov                                                         |
| 27-3-2018                                                             | San Pietroburgo                                                       | Russia                                                                | 1 – 3                                                                 | Francia                                                               | Amichevole                                                            | Fedor Smolov                                                                    | Cap: F.Smolov                                                         |
| 30-5-2018                                                             | Innsbruck                                                             | Austria                                                               | 1 – 0                                                                 | Russia                                                                | Amichevole                                                            | -                                                                               | Cap: I.Akifeenv                                                       |
| 5-6-2018                                                              | Mosca                                                                 | Russia                                                                | 1 – 1                                                                 | Turchia                                                               | Amichevole                                                            | Aleksandr Samedov                                                               | Cap: I.Akifeenv                                                       |
| 14-6-2018                                                             | Mosca                                                                 | Russia                                                                | 5 – 0                                                                 | Arabia Saudita                                                        | Mondiali 2018 - 1º turno                                              | Yuri Gazinskiy 2 Denis Cheryshev Artem Dzyuba Aleksandr Golovin                 | Cap: I.Akifeenv                                                       |
| 19-6-2018                                                             | San Pietroburgo                                                       | Russia                                                                | 3 – 1                                                                 | Egitto                                                                | Mondiali 2018 - 1º turno                                              | autorete Denis Cheryshev Artem Dzyuba                                           | Cap: I.Akifeenv                                                       |
| 25-6-2018                                                             | Samara                                                                | Russia                                                                | 0 – 3                                                                 | Uruguay                                                               | Mondiali 2018 - 1º turno                                              | -                                                                               | Cap: I.Akifeenv                                                       |
| 1-7-2018                                                              | Mosca                                                                 | Russia                                                                | 1 – 1 dts (4 – 3 dtr)                                                 | Spagna                                                                | Mondiali 2018 - Ottavi di finale                                      | Artem Dzyuba (rig.)                                                             | Cap: I.Akifeenv                                                       |
| 7-7-2018                                                              | Soči                                                                  | Russia                                                                | 2 – 2 dts (3 – 4 dtr)                                                 | Croazia                                                               | Mondiali 2018 - Quarti di finale                                      | Denis Cheryshev Mário Fernandes                                                 | Cap: I.Akifeenv                                                       |
| 7-9-2018                                                              | Trebisonda                                                            | Turchia                                                               | 1 – 2                                                                 | Russia                                                                | UEFA Nations League 2018-2019 - Lega B                                | Denis Cheryshev Artem Dzyuba                                                    | Cap: A.Dzyuba                                                         |
| 10-9-2018                                                             | Rostov sul Don                                                        | Russia                                                                | 5 – 1                                                                 | Rep. Ceca                                                             | Amichevole                                                            | 2 Aleksej Ionov 1 (rig.) Anton Zabolotnyi Aleksandr Erokhin Dmitrij Poloz       | Cap: Y.Gazinskiy                                                      |
| 11-10-2018                                                            | Kaliningrad                                                           | Russia                                                                | 0 – 0                                                                 | Svezia                                                                | UEFA Nations League 2018-2019 - Lega B                                | -                                                                               | Cap: A.Dzyuba                                                         |
| 14-10-2018                                                            | Soči                                                                  | Russia                                                                | 2 – 0                                                                 | Turchia                                                               | UEFA Nations League 2018-2019 - Lega B                                | Roman Neustädter Denis Cheryshev                                                | Cap: A.Dzyuba                                                         |
| 15-11-2018                                                            | Lipsia                                                                | Germania                                                              | 3 – 0                                                                 | Russia                                                                | Amichevole                                                            | -                                                                               | Cap: Y.Gazinskiy                                                      |
| 20-11-2018                                                            | Solna                                                                 | Svezia                                                                | 2 – 0                                                                 | Russia                                                                | UEFA Nations League 2018-2019 - Lega B                                | -                                                                               | Cap: A.Dzyuba                                                         |
| 21-3-2019                                                             | Bruxelles                                                             | Belgio                                                                | 3 – 1                                                                 | Russia                                                                | Qual. Euro 2020                                                       | Denis Cheryshev                                                                 | Cap: A.Dzyuba                                                         |
| 24-3-2019                                                             | Astana                                                                | Kazakistan                                                            | 0 – 4                                                                 | Russia                                                                | Qual. Euro 2020                                                       | 2 Denis Cheryshev Artem Dzyuba autorete                                         | Cap: A.Dzyuba                                                         |
| 8-6-2019                                                              | Saransk                                                               | Russia                                                                | 9 – 0                                                                 | San Marino                                                            | Qual. Euro 2020                                                       | autorete 4 Artem Dzyuba 1 (rig.) Fëdor Kudrjašov Anton Miranchuk 2 Fedor Smolov | Cap: A.Dzyuba                                                         |
| 11-6-2019                                                             | Nižnij Novgorod                                                       | Russia                                                                | 1 – 0                                                                 | Cipro                                                                 | Qual. Euro 2020                                                       | Aleksej Ionov                                                                   | Cap: A.Dzyuba                                                         |
| 6-9-2019                                                              | Glasgow                                                               | Scozia                                                                | 1 – 2                                                                 | Russia                                                                | Qual. Euro 2020                                                       | Artem Dzyuba autorete                                                           | Cap: A.Dzyuba                                                         |
| 9-9-2019                                                              | Kaliningrad                                                           | Russia                                                                | 1 – 0                                                                 | Kazakistan                                                            | Qual. Euro 2020                                                       | Mário Fernandes                                                                 | Cap: A.Dzyuba                                                         |
| 10-10-2019                                                            | Mosca                                                                 | Russia                                                                | 4 – 0                                                                 | Scozia                                                                | Qual. Euro 2020                                                       | 2 Artem Dzyuba Magomed Ozdoev Aleksandr Golovin                                 | Cap: A.Dzyuba                                                         |
| 13-10-2019                                                            | Nicosia                                                               | Cipro                                                                 | 0 – 5                                                                 | Russia                                                                | Qual. Euro 2020                                                       | 2 Denis Cheryshev Magomed Ozdoev Artem Dzyuba Aleksandr Golovin                 | Cap: A.Dzyuba                                                         |
| 16-11-2019                                                            | San Pietroburgo                                                       | Russia                                                                | 1 – 4                                                                 | Belgio                                                                | Qual. Euro 2020                                                       | Georgij Džikija                                                                 | Cap: A.Dzyuba                                                         |
| 19-11-2019                                                            | Serravalle                                                            | San Marino                                                            | 0 – 5                                                                 | Russia                                                                | Qual. Euro 2020                                                       | Daler Kuzyaev Sergej Petrov Aleksei Miranchuk Aleksej Ionov Nikolaj Komličenko  | Cap: A.Dzyuba                                                         |
| 3-9-2020                                                              | Mosca                                                                 | Russia                                                                | 3 – 1                                                                 | Serbia                                                                | UEFA Nations League 2020-2021 - Lega B                                | 2 Artem Dzyuba 1 (rig.) Vjačeslav Karavaev                                      | Cap: A.Dzyuba                                                         |
| 6-9-2020                                                              | Budapest                                                              | Ungheria                                                              | 2 – 3                                                                 | Russia                                                                | UEFA Nations League 2020-2021 - Lega B                                | Anton Miranchuk Magomed Ozdoev Mário Fernandes                                  | Cap: A.Dzyuba                                                         |
| 8-10-2020                                                             | Mosca                                                                 | Russia                                                                | 1 – 2                                                                 | Svezia                                                                | Amichevole                                                            | Aleksandr Sobolev                                                               | Cap: A.Dzyuba                                                         |
| 11-10-2020                                                            | Mosca                                                                 | Russia                                                                | 1 – 1                                                                 | Turchia                                                               | UEFA Nations League 2020-2021 - Lega B                                | Anton Miranchuk                                                                 | Cap: A.Dzyuba                                                         |
| 14-10-2020                                                            | Mosca                                                                 | Russia                                                                | 0 – 0                                                                 | Ungheria                                                              | UEFA Nations League 2020-2021 - Lega B                                | -                                                                               | Cap: A.Dzyuba                                                         |
| 12-11-2020                                                            | Chișinău                                                              | Moldavia                                                              | 0 – 0                                                                 | Russia                                                                | Amichevole                                                            | -                                                                               | Cap: G.Dzikija                                                        |
| 15-11-2020                                                            | Istanbul                                                              | Turchia                                                               | 3 – 2                                                                 | Russia                                                                | UEFA Nations League 2020-2021 - Lega B                                | Denis Cheryshev Daler Kuzyaev                                                   | Cap: G.Dzikija                                                        |
| 18-11-2020                                                            | Belgrado                                                              | Serbia                                                                | 5 – 0                                                                 | Russia                                                                | UEFA Nations League 2020-2021 - Lega B                                | -                                                                               | Cap: G.Dzikija                                                        |
| 24-3-2021                                                             | Attard                                                                | Malta                                                                 | 1 – 3                                                                 | Russia                                                                | Qual. Mondiali 2022                                                   | Artem Dzyuba Mário Fernandes Aleksandr Sobolev                                  | Cap: A.Dzyuba                                                         |
| 27-3-2021                                                             | Soči                                                                  | Russia                                                                | 2 – 1                                                                 | Slovenia                                                              | Qual. Mondiali 2022                                                   | 2 Artem Dzyuba                                                                  | Cap: A.Dzyuba                                                         |
| 30-3-2021                                                             | Trnava                                                                | Slovacchia                                                            | 2 – 1                                                                 | Russia                                                                | Qual. Mondiali 2022                                                   | Mário Fernandes                                                                 | Cap: A.Dzyuba                                                         |
| 1-6-2021                                                              | Breslavia                                                             | Polonia                                                               | 1 – 1                                                                 | Russia                                                                | Amichevole                                                            | Vjačeslav Karavaev                                                              | Cap: A.Dzyuba                                                         |
| 5-6-2021                                                              | Mosca                                                                 | Russia                                                                | 1 – 0                                                                 | Bulgaria                                                              | Amichevole                                                            | Aleksandr Sobolev (rig.)                                                        | Cap: A.Dzyuba                                                         |
| 12-6-2021                                                             | San Pietroburgo                                                       | Russia                                                                | 0 – 3                                                                 | Belgio                                                                | Euro 2020 - 1º turno                                                  | -                                                                               | Cap: A.Dzyuba                                                         |
| 16-6-2021                                                             | San Pietroburgo                                                       | Russia                                                                | 1 – 0                                                                 | Finlandia                                                             | Euro 2020 - 1º turno                                                  | Aleksei Miranchuk                                                               | Cap: A.Dzyuba                                                         |
| 21-6-2021                                                             | Copenaghen                                                            | Danimarca                                                             | 4 – 1                                                                 | Russia                                                                | Euro 2020 - 1º turno                                                  | Artem Dzyuba (rig.)                                                             | Cap: A.Dzyuba                                                         |
| Totale                                                                |                                                                       | Presenze                                                              | 57                                                                    |                                                                       | Reti                                                                  | 99                                                                              |                                                                       |

#### Nazionale kazaka nel dettaglio
| 2024              | Kazakistan        | Nations League 2024-2025 | 4° nel gruppo 3, ret in Lega C | 6 | 0 | 1 | 5 | &0,00 | 0 | 15 | -15 |
| Totale Kazakistan | Totale Kazakistan | Totale Kazakistan        | Totale Kazakistan              | 6 | 0 | 1 | 5 | 0,00  | 0 | 15 | -15 |

#### Panchine da commissario tecnico della nazionale kazaka
| Cronologia completa delle presenze e delle reti in nazionale ― Kazakistan | Cronologia completa delle presenze e delle reti in nazionale ― Kazakistan | Cronologia completa delle presenze e delle reti in nazionale ― Kazakistan | Cronologia completa delle presenze e delle reti in nazionale ― Kazakistan | Cronologia completa delle presenze e delle reti in nazionale ― Kazakistan | Cronologia completa delle presenze e delle reti in nazionale ― Kazakistan | Cronologia completa delle presenze e delle reti in nazionale ― Kazakistan | Cronologia completa delle presenze e delle reti in nazionale ― Kazakistan |
| Data                                                                      | Città                                                                     | In casa                                                                   | Risultato                                                                 | Ospiti                                                                    | Competizione                                                              | Reti                                                                      | Note                                                                      |
| ------------------------------------------------------------------------- | ------------------------------------------------------------------------- | ------------------------------------------------------------------------- | ------------------------------------------------------------------------- | ------------------------------------------------------------------------- | ------------------------------------------------------------------------- | ------------------------------------------------------------------------- | ------------------------------------------------------------------------- |
| 6-9-2024                                                                  | Almaty                                                                    | Kazakistan                                                                | 0 – 0                                                                     | Norvegia                                                                  | UEFA Nations League 2024-2025 - Lega B                                    | -                                                                         | Cap: A.Tagybergen                                                         |
| 9-9-2024                                                                  | Lubiana                                                                   | Slovenia                                                                  | 3 – 0                                                                     | Kazakistan                                                                | UEFA Nations League 2024-2025 - Lega B                                    | -                                                                         | Cap: A.Tagybergen                                                         |
| 10-10-2024                                                                | Linz                                                                      | Austria                                                                   | 4 – 0                                                                     | Kazakistan                                                                | UEFA Nations League 2024-2025 - Lega B                                    | -                                                                         | Cap: A.Tagybergen                                                         |
| 13-10-2024                                                                | Almaty                                                                    | Kazakistan                                                                | 0 – 1                                                                     | Slovenia                                                                  | UEFA Nations League 2024-2025 - Lega B                                    | -                                                                         | Cap: A.Tagybergen                                                         |
| 14-11-2024                                                                | Almaty                                                                    | Kazakistan                                                                | 0 – 2                                                                     | Austria                                                                   | UEFA Nations League 2024-2025 - Lega B                                    | -                                                                         | Cap: A.Tagybergen                                                         |
| 17-11-2024                                                                | Oslo                                                                      | Norvegia                                                                  | 5 – 0                                                                     | Kazakistan                                                                | UEFA Nations League 2024-2025 - Lega B                                    | -                                                                         | Cap: A.Tagybergen                                                         |
| Totale                                                                    |                                                                           | Presenze                                                                  | 6                                                                         |                                                                           | Reti                                                                      | 0                                                                         |                                                                           |

## Palmarès

### Giocatore

#### Competizioni nazionali
- Campionato sovietico: 2

Spartak Mosca: 1987, 1989
- Coppa delle Federazioni sovietiche: 1

Spartak Mosca: 1987
- Campionato russo: 2

Spartak Mosca: 1992, 1993
- Coppa dell'URSS: 1

Spartak Mosca: 1992
- Campionato austriaco: 2

Tirol Innsbruck: 1999-2000, 2000-2001

#### Competizioni internazionali
- Coppa dei Campioni della CSI: 2

Spartak Mosca: 1993, 1995

### Allenatore

#### Club
- Campionato polacco: 1

Legia Varsavia: 2015-2016
- Coppa di Polonia: 1

Legia Varsavia: 2015-2016
- Campionato ungherese: 2

Ferencváros: 2021-2022, 2022-2023
- Coppa d'Ungheria: 1

Ferencváros: 2021-2022

#### Individuale
- Migliore portiere dell'anno del campionato sovietico: 2

1989, 1990
- Migliore portiere dell'anno del campionato russo: 1

1992